# Tres mujeres (película de 1952)
Tres mujeres (en sueco, Kvinnors väntan) es una película sueca dirigida por Ingmar Bergman, estrenada en 1952. Esta película es considerada como la primera comedia del director sueco.

## Argumento
En una villa del archipiélago de Estocolmo, tres mujeres esperan a sus maridos, los hermanos Lobelius, que se tienen que unir para las vacaciones de verano. Los hombres se retrasan y las mujeres llegan a las confidencias. Evocan sus amores y sus vidas de pareja. En una construcción en flash-back, las historias de cada una de ellas se encadenan hasta la llegada de sus maridos.
Annette explica el fracaso de su matrimonio, Rachel reconoce que engaña e su marido con un amigo de infancia. Para Karin, su matrimonio no es más que un matrimonio de conveniencia. Una tarde, ligeramente alegres, Karin y Frédérik, su marido, se encuentras bloqueados en un ascensor averiado. En el transcurso de una charla forzada a solas, hablan finalmente de ellos, hasta con humor, después con emoción. Deciden irse de viaje juntos. Desgraciadamente Frédérik olvida su cita. Para Maj, la más joven, los compromisos de sus padres son insoportables. Persuadida que lo conseguirá allí donde han fracasado, huye con Henrik, el hijo de una de sus hermanas.

## Reparto
- Anita Björk: Rakel
- Eva Dahlbeck: Karin
- Maj-britt Nilsson: Marta
- Birger Malmsten: Martin Lobelius
- Gunnar Björnstrand: Fredrik Lobelius
- Karl-Arne Holmsten: Eugen Lobelius
- Jarl Kulle: Kaj

## Acerca de la película
- «Entonces estaba casado con Gun [Grut, su tercera esposa] y fue la que me dio la idea de la película. Su matrimonio anterior la había introducido en un clan que tenía una gran casa de verano en Jutlandia. Gun me contó que un día las mujeres del clan habían continuado estando solas después de cenar y habían comenzado a hablar muy abiertamente de sus matrimonios y de sus amores. Me había parecido que era una buena idea de película: tres intrigas dentro de un mismo marco.» Ingmar Bergman, a Images.